# ニシヲカムイ
ニシヲカムイは、北海道に伝わる妖怪で、本来の姿は不明。

## 概要
江戸時代に『渡島筆記』という書物に記録がある北海道石狩市浜益区に伝わる妖怪で、ある日夏の夕暮に海から黒いニシヲカムイが上陸し、山の方へ飛んでいくと風のような不明な姿に変わったという。また、その正体は誰にもわからず、見た人も周囲の人も害はなかったという。
また、深瀬春一の『松前怪談十種』という論文にも記述されており、海から黒い影が陸の方へかけぬけたと伝えられている。

## 姿
ニシヲカムイの姿は伝わっておらず、魚のような姿で描かれたり一つ目の姿で描かれたりする。